# Wimberbach
Der Wimberbach (Unterlauf: Mühlenbach)  ist ein 8,259 km langer, orografisch linker Nebenfluss der Ruhr im nordrhein-westfälischen Wickede (Ruhr).

## Geographie

### Verlauf
Der Wimberbach entspringt am Berg Ziegenbusch nordwestlich von Oesbern auf einer Höhe von 260 m ü. NN und fließt in nördliche Richtung durch den Wickeder Ortsteil Wimbern nach Wickede auf 132 m ü. NN in die Ruhr.
Der Gewässerabschnittsname ca. 1 km vor der Mündung in die Ruhr benennt sich Mühlenbach, so dass auf den topographischen Karten der Wimberbach in den Mühlenbach und dieser dann in die Ruhr mündet. In den Gewässerverzeichnissen NRW wird als Gewässerhauptname der Wimberbach bis zur Mündung in die Ruhr geführt.
Der Bach überwindet auf seinem Weg einen Höhenunterschied von 128 m, was bei einer Lauflänge von 8,259 km einem mittleren Sohlgefälle von 15,5 ‰ entspricht. Der Bach entwässert sich über die Ruhr und den Rhein zur Nordsee.
Im Zuge des Lückenschlusses der Autobahn A 46 zwischen Hemer und Neheim, der für das Jahr 2023 vorgesehen ist, soll über den Fluss eine circa 300 Meter lange Brücke gebaut werden.

### Nebenflüsse
Die Nebenflüsse des Wimberbaches sind in der Reihenfolge des Gewässerverzeichnisses des Landesamtes für Natur, Umwelt und Verbraucherschutz NRW der Oesber Bach, der Jordan, der Stakelberger Bach und der Silpkesiepen.

## Natur und Umwelt
Der Wimberbach liegt über weite Strecken im Naturschutzgebiet Wimberner Bach.